# Allegro 30
Allegro 30 är en segelbåt som är byggd för långfärdsegling i alla farvatten. Många av båtarna har gjort spektakulära resor. Den är något större version av ursprungskonstruktionen Allegro 27